# Situerat lärande
Situerat lärande är en teori om att lärande sker kollektivt och genom att delta i praktisk verksamhet. Situerat lärande lägger fokus på lärlingsskap och relationen mellan novis och expert, processen från lärling till mästare, och hur nybörjare införlivas i en gemenskap genom lärande, en så kallad praxisgemenskap.

## Ursprung
Socialantropologen Jean Lave, och systemvetaren Etienne Wengers bok Situated Learning  från 1991 är ett centralt verk och bygger på Jean Laves tidigare studier. I sina studier kunde hon visa att människor som gjorde matinköp kunde göra korrekta matematiska beräkningar i affären för att jämföra priser, men klarade inte av tillämpa dessa kunskaper i samma utsträckning vid formella matematiska prov med liknande beräkningar.
Ur dessa studier kom tesen om att lärande inte bör sammanblandas med undervisning, eftersom lärande är en "lika naturlig del av att vara människa som att andas". Förespråkare för situerat lärande menar att hur lärande organiseras och kunskap lagras gemensamt kan liknas vid ett kollektivt minne som delas av alla inom gruppen. 
Inom pedagogik tolkas ofta lärande i positiva termer, men situerat lärande gör gällande att lärande sker i alla typer av sammanhang. Därför kan maffiagrupper, fördomar och datahackare vara lika intressanta att studera som manifesteringar av situerat lärande, som handläggare på statliga myndigheter eller yrkesprogram på gymnasiet.

### Praktiska kunskaper
Idétraditionen om praktiska kunskaper och färdigheter, som situerat lärande följer, kan sökas i Aristoteles idé om handlingsklokhet, så kallad fronesis. Senare tolkningar av olika typer av tyst kunskap där människor instruerar och visar varandra i praktiken ses också vara händelser av situerat lärande. Studierna av lärlingsskap och praktisk kunskap ifrågasätter utbildningspsykologi som i stället belyser människans biologiska förutsättningar för att lära. Roger Säljö, professor i pedagogik och pedagogisk psykologi, argumenterar att det också innebär ett ifrågasättande av empirismens antagande om att lärande är externt och ett resultat av påverkan utifrån. Situerat lärande ses av vissa som en tredje väg.

## Centrala begrepp
Centrala element i teorin om människors situerade lärande är deltagande, innehåll och kontext, som tillsammans bildar det som kallas deltagargemenskaper. Deltagargemenskap handlar om att utföra verksamheter och att gemensamt lösa problem av olika slag. I detta praktiska utförande ligger också möjligheten till förhandling och förändring av verksamhet och aktiviteter eller sättet som dessa genomförs på.

## Empiriska studier
Etnografisk observation har varit en viktig metod för att studera situerat lärande. Exempel på de empiriska studier som ligger till grund för analyserna av situerat lärande är utbildning i olika hantverk, som skräddare och textilarbete, samt hur Anonyma Alkoholisters deltagare blir en del av gemenskapen genom att lära sig hur verksamheten fungerar. Situerat lärande har använts för att analysera en mängd olika verksamheter, från arbetsplatser och yrkesutbildningar till organisationer. Teorin om situerat lärande har i Sverige bland annat tillämpats på didaktiska sammanhang. Inom teknik och vetenskapsstudier har Ericka Johnson undersökt hur datorsimulatorer av människokroppen integreras och används i undervisningen av blivande läkare.